# Військова історія Швеції
Військова історія Швеції охоплює період від об'єднання Швеції у епоху вікінгів і донині. Швеція протягом приблизно тисячі років мала неперервний державний суверенітет та брала участь у численних війнах.
У найстарішому шведському історичному джерелі — «Хроніці Еріка», написаній у 1320-х рр. — описані війни шведів зокрема із тавастіанцями (мешканці історичної області Гяме, Фінляндія) та карелами. У Середні віки Швеція воювала передусім із Данією та Новгородом. Вона також потерпала від внутрішніх конфліктів між родами, що бажали правити країною. У XVII столітті Швеція перетворилася на велику імперію і до її складу увійшли майже усі території на узбережжі Балтійського моря; втім, згодом військові успіхи Швеції почали слабшати, і у 1809 році Фінляндія як частина Швеції відійшла до Російської імперії. Після Швеція брала участь у війні, що спалахнула проти Наполеона. Останньою війною, яку вела Швеція, була війна 1814 року проти Норвегії, яка зміцнила унію між двома країнами.
Швеція зберігала нейтралітет за часів Першої світової, Другої світової та Холодної війни, проте шведські добровольці брали участь зокрема у громадянській війні у Фінляндії та у Зимовій війні. Також Швеція брала участь у численних миротворчих операціях ООН; вона є учасницею Скандинавської бойової групи Європейського Союзу.
У Швеції наразі зафіксовано найдовший мирний період між нині існуючими державами — вона не брала участі у війнах із 15 січня 1814 року (208 років) після втрати великої частини своїх території у Наполеонівських війнах. Це можна пояснити частково географічним положенням Швеції, частково більш довгими періодами відносного миру у Європі та всьому світі, відомих як Pax Britannica (1815-1914) та Pax Europaea/Pax Americana (з 1950 року), і частково неприєднанням до військових рухів між світовими війнами і нейтралітетом в обох світових війнах.

## Давні часи та епоха вікінгів
У давні часи Швеція у військовому та юридичному плані була чітко розділена на провінції та дві держави: державу свеїв та державу гетів. Цей поділ, принаймні на папері, зберігався до XVIII—XIX століття, адже королів часто називали правителями над «свеями, гетами та фінами» (шв. «Svealand, Götaland, Finland»).
У численних оповідках згадуються війни між свеями та гетами, переможцями у яких стали свеї. Втім, історики допускають, що могла існувати навіть угода щодо об'єднання Швеції під назвою свеїв, щоб таким чином стати більш сильною та відомою державою.
Багато ісландських саг розповідають про численні родинні розбрати, проте Ісландія була дещо специфічною країною, якщо врахувати те, що там зібралося декілька впливових родин, які були незадоволені владою у Скандинавії. Тому можна логічно допустити, що подібні випадки траплялися і у Швеції, проте, можливо, вони не були такими поширеними, як в Ісландії.
За часів раннього Середньовіччя багато вікінгів брал участь як у торгівлі, так і у спустошливих рейдах. За століття до того для організації військ у різних частинах країни використовувалася система лейдангу. Про єдину уніфіковану шведську державу тоді ще не можна було говорити: місцеві командуючі визнавали короля правителем, якщо взагалі це робили, тому королів могло бути декілька. Першим королем Швеції, про якого маються найточніші дані, був Улоф ІІІ Шетконунг, якого також вважають першим охрещеним королем Швеції. Однією з найвизначніших битв, у яких брала участь Швеція, була зокрема битва під Сволдером, що відбулася у 1000 році, у ході якої Улоф ІІІ Шетконунг разом із данським королем Свеном І Вилобородим переміг норвезького короля Олафа І Трюґґвасона. Заради охрещення досі язичницької провінції Смоланд у 1120-х рр. було організовано окремий похід.
Язичники з узбережжя Балтійського моря та новгородське військо часто нападали на Швецію у ХІІ—ХІІІ століттях; окрім цього країна у цей час також потерпала від внутрішніх конфліктів. У 1187 році карели зруйнували Сігтуну — найважливіше на той час місто Швеції. У 1217 та 1226 роках «язичники зі сходу» здійснили два походи до регіону озера Меларен. Ті ж карели у 1257 році здійснили другий зафіксований в історичних джерелах похід до Швеції. У 1259 році Папа Олександр IV схвалив шлюб шведського короля Вальдемара та Софії Данської, племінниці данського короля Хрістоффера для того, щоб краще та ефективніше протистояти наступним нападам язичницьких племен на шведські села та церкви. У свою чергу шведи разом із католицькою церквою ходили у військові походи проти фінських племен та Новгороду, проте це не заважало шведам з іншого боку укладати угоди із іншими ворогами: наприклад, у 1240 році шведи разом із фінами, тавастіанцями та норвежцями здійснили похід проти Новгороду, який закінчився Невською битвою. Поширення католицької віри пізніше привело до т. зв. другого хрестового походу в Фінляндію з Уппланду проти тавастіанців, який відбувся приблизно у 1249—1250 роках. У 1293 році шведи здійснили т. зв. третій хрестовий похід в Фінляндію проти карелів. Ймовірно, у 1150-х рр. шведи разом із католицькою церквою здійснили т. зв. перший хрестовий похід в Фінляндію, але достовірність цього факту є сумнівною.

## Середні віки
У Середні віки Швеція воювала передусім з Данією та Новгородом. Окрім цього Швеція потерпала від внутрішніх війн між родами, що прагнули королівської влади. Війни спричиняли також взаємні сутички між Швецією і Норвегією та спроби експансії території у регіоні півдня Фінської затоки. 25 % воєн, що вела Швеція у Середні віки, були громадянськими.
У ХІІІ столітті велася боротьба за шведську корону між династіями Еріків та Сверкерів. Після битви при Гестілрені боротьба закінчилася на користь династії Еріків. У 1332 році король Магнус IV Еріксон придбав у Данії землі Сконе, Блекінге, острови Вен та Лістер; декілька років потому король Вальдемар IV Аттердаг відвоював ці території у ході своєї польової кампанії. У 1249–1250 рр. почався хрестовий похід на чолі із Біргером Ярлом. Після закінчення війни Швеція здобула нові території у Фінляндії: кордон проходив від Гямеенлінни до річки Кюмійокі. У 1293 році Торґільс Кнутсон починає новий хрестовий похід. У 1295 році кордон Швеції змістився від річки Кюмійокі до східної Карелії. Було закладено фортецю Корела, яку пізніше завоювали новгородці. Новий східний кордон Швеції тепер пролягав біля міста Виборг. За результатами Орєховського миру вперше встановився східний кордон Швеції. У 1397 році утворено Кальмарську унію, внаслідок якої Швеція об'єдналася із Данією та Норвегією. Держави мали одного правителя, проте більша влада все ж належала Данії, що і стало причиною розпаду унії у 1521 році.
Московсько-шведська війна (1495—1497) була результатом альянсу між Іваном III та Юганом, королем Данії, який вів війну проти шведського роду Стуре у надії отримати шведський трон. Іван III відправив князів Данила Щеню та Василя Шуйського на облогу шведського замку у Виборзі. Облога тривала три місяці і закінчилася, коли комендант замку підірвав свої запаси пороху, як розповідається про це у шведській хроніці. Наступного року московські воєводи Василь Косой та Андрій Челяднін фактично спустошили Шведську Фінляндію до самої Гямеенлінни. Інший загін прибув з моря та змусив фінів підкоритися. Стен Стуре Старший, який на той час був в Турку (Або), дізнавшись про московський похід та відправив військо у 2 тисячі осіб на чолі із Сванте Нільсоном на захоплення Івангорода — нової фортеці, яку збудував Іван III для захисту московської Інгерманландії від лицарів Ордену мечоносців. Фортецю було взято, але обороняти її протягом тривалого часу було неможливо — Сванте Нільсон запропонував передати її лицарям, проте вони відмовились. Тоді шведи підпалили її та відпливли додому. Після того, як шведським троном заволодів король Юган, бойові дії припинилися до 1508 року, коли Швеція та Росія уклали мирний договір на 60 років.

## Початок правління династії Ваза
На початку правління династії Ваза Данія-Норвегія була скандинавською наддержавою і Швеція неодноразово намагалася завоювати землі своїх країн-сусідів, щоправда, із перемінним успіхом.

### Громадянська війна
Війна за незалежність Швеції (1521—1523) — громадянська війна, у ході якої шведський дворянин Густав Ваза скинув з трону данського короля Кристіана ІІ як регента Кальмарської унії в Швеції. Густаву Вазі довелося придушити низку повстань до того, як він зміцнив свою владу; одним із таких було повстання Нільса Даке, що спалахнуло у 1542 році. Воно швидко поширилося на Смоланд, Еланд, лісові поселення на півночі Естерйотланду та на сході Вестерйотланду. До цього основою армії Вази були найманці. Даке та його бійці легко перемогли королівські війська, які не мали досвіду у боях у складнопрохідній лісовій місцевості. Повстання Нільса Даке продемонструвало потенціал армії, основою якої були місцеві рекрути, тому Густав Ваза ввів т. зв. старшу індельту.
За часів правління Густава Вази королівська влада поширилася на аристократів, католицьку церкву та витрати Ганзи. У 1554 році знову спалахнула війна проти Росії, яка закінчилася у 1557 році без змін кордонів. За часів Густава Вази королівська влада у Швеції стала спадковою і, коли він помер у 1560 році, його син Ерік XIV став королем без повстань зі сторони народу. У 1561 році частина Естонії потрапила під владу Швеції, інша територія — протягом 1581 року.
Фредерік ІІ захопив Ельвсборг у 1563 році. Ельвсборг був єдиним західним портом Швеції.
Данський король Фредерік ІІ у 1563 році сам намагався здобути шведську корону. У війні на кону також були балтійські країни та торгове панування на Блатійському морі. У війну проти Швеції долучилися також Польща та Любек. Данія намагалася атакувати товарний рух Швеції на Балтійському морі та напала на укріплення Ельвсборг, яке їм вдалося захопити вже на початку війни. Поляки нападали на Естонію, яка належала Швеції. Війна проти Швеції завершилася у 1563 році, коли Юган ІІІ, який підтримував поляків, скинув з трону свого брата Еріка. Війна проти Данії закінчилась у 1570 році укладенням Щецинського миру. Швеція відмовилася від територіальних претензій окрім всього іншого на Сконе та Готланд, Данія ж, зі свого боку, відмовилася від претензій на шведську корону та погодилася здати Ельвсборг Швеції за викуп.
Найпізнішою громадянською війною Швеції була війна проти Сигізмунда (1598—1600). Її найбільшою битвою була битва при Стонгебру. Ці конфлікти можуть розглядатися як продовження Дубинної війни 1596 року, яка була селянським повстанням в Остроботнії (Фінляндія).

### Похід Делаґарді
Після того, як у 1589 році помер цар Федір І, який не мав по собі спадкоємців, помер у 1589 році, настав т. зв. Смутний час — багато хто був зацікавлений у наразі вільному московському престолі. Тоді шведський король Карл ІХ, який не хотів обрання царя, якого підтримає Річ Посполита, замість цього підтримав у боротьбі за московський престол кандидатуру Василя Шуйського. За те, що шведська армія на чолі з Якобом Делаґарді забезпечить здобуття трону Василем Шуйським, Швеція мала отримати Кексгольмський лен.
Спочатку шведський загін вирушив до Новгорода, де до нього долучилася армія на чолі із племінником Василя, Михайлом Скопіним-Шуйським. Загін чисельністю у 1000—1500 осіб був меншим, ніж очікував Делаґарді, проте загальна кількість солдат налічувала близько 15 тисяч. 2 травня 1609 року об'єднані московсько-шведські сили вийшли із Новгорода та вирушили до Москви проти армії Лжедмитрія ІІ, який був другим кандидатом на престол та зайняв столицю; по дорозі вони послабили облогу Троїце-Сергієвої лаври та розбили прибічників Лжедмитрія ІІ, який мав свій двір у Тушино під Москвою та був конкурентом Василя IV. Після перемоги над армією Лжедмитрія у другій битві при Твері Якобу Делаґарді вдалося узяти Москву. Проте деякі з тушинських бояр викликали Владислава IV зайняти московський трон, у той час як Скопіна-Шуйського отруїли на вимогу його дядька та суперника, князя Дмитра Шуйського.
У червні 1610 року Делаґарді та Дмитро Шуйський вирушили із Москви, щоб зняти облогу Смоленська, якою командував польський гетьман Станіслав Жолкевський.Цей похід закінчилася тим, що більша частина війська Делаґарді була розбита військом Жолкевського у битві при Клушині у 1610 році. Після цього вони були вимушені укласти мир шляхом т. зв. компромісу Делаґарді.
Похід Делаґарді можна вважати прелюдією до Інгерманландської війни.

### Інгерманландська війна
Після походу Делаґарді шведська армія була майже знищена, проте тоді Росія не надала того, чого обіцяла за умовами договору, тому Карл ІХ у 1610 році вирішив ще раз напасти на Росію. Військо захопило місто Івангород, а менший загін відправили до Ладоги. Оскільки найманці довго не отримували платні, а шведсько-фінські солдати не мали бажання воювати, вони всі ухилилися від цього за винятком 600 осіб. Росіяни запропонували перемир'я, яке шведи були змушені визнати. Наступного, 1611, року знову спалахнули бої, і 17 червня Новгород після облоги здався шведам. Після того, як Густав ІІ Адольф успадкував трон після смерті свого батька, він постановив, незважаючи на той факт, що поляки були виведені з Москви у повстанні 1612 року, задовольнити претензію на трон свого брата, герцога Карла Філіпа. У 1613—1614 рр. періодично спалахували бої, і після 7 років війни було укладено Столбовський мир. Внаслідок нього Швеція отримала Кексгольмський лен і міста Нотебург, Ям, Капор'є та Івангород з відповідними ленами, — а отже, більшу частину Інгерманландії, — та визнала московським царем Михайла Романова.

### Кальмарська війна
Кальмарська війна — війна між Швецією й Данією у 1611—1613 рр. Швеція на той час шукала альтернативні торговельні шляхи через північ Норвегії для того, щоб не платити за перетин данської Зундської протоки. Через це данці вторглися на південь Швеції — 3 травня 1611 року данський король Кристіан IV почав облогу міста Кальмар, яке капітулювало наприкінці місяця; 3 серпня був змушений капітулювати і Кальмарський замок, яким командував Крістер Сомме. 11 червня сюди прибув король Карл ІХ та кронпринц Густав Адольф. Вдалося захопити Крістіанопель, проте не вдалося узяти табір данців. Пізніше данці захопили Борґгольмський замок та Еланд, проте шведи відвоювали їх 7 жовтня. У 1612 році загалом майже нічого не відбувалося окрім того, що данці знову відвоювали Еланд.
Англія та Нідерланди також брали участь у торгівлі на Балтійському морі, тому змушували Данію закінчити Кальмарську війну до досягнення вирішальної перемоги. Хоча данська армія була потужною та добре озброєною, вона дуже сильно залежала від найманців, тому Кристіан IV, який лишився майже без грошей, врешті-решт був переконаний у 1613 році. За посередництвом Англії 20 січня 1613 року було підписано Кнередський мир.
Данія досягла перемоги, відновила контроль над шведським торговим шляхом через Лапландію тим, що включила Лапландію до складу Норвегії (а отже і під данську юрисдикцію). До того ж Швеція була змушена виплатити великий викуп за дві фортеці, захоплені данцями (викупи Ельвсборга). Втім, Швеція досягла головної поступки — права на вільну торгівлю через Зундську протоку без сплати мита (це право до цього мали Англія та Нідерланди).

### Польсько-шведські війни
Польсько-шведські війни — низка війн між Річчю Посполитою та Швецією; у широкому сенсі це поняття означає низку війн, у яких ці обидві держави брали участь між 1563 та 1721 роками, у вужчому ж сенсі — дві війни у 1600—1629 рр.
Друга польсько-шведська війна, що відбулася у 1600—1629 рр., була продовженням вищезгаданої війни проти Сигізмунда Карла ІХ (пізніше Густава ІІ Адольфа) за шведську корону та панування над Балтикою. Карл ІХ почав цю війну у 1600 році нападом на польську Лівонію із шведської Естонії. Пізніше війна перемістилася до околиць Риги і врешті-решт проходила у Східній Пруссії за участі шведських військ на чолі із Густавом ІІ Адольфом. У 1612 році було укладено перемир'я, яке поступово було продовжено до 20 січня 1616 року. До 1618 року, коли було укладено нове перемир'я, відбулася низка менших битв. Це перемир'я діяло до 29 вересня 1620 року. Швеція вийшла із війни переможцем після Альтмаркського перемир'я у 1629 році.

## Епоха великодержавності

### Тридцятилітня війна

Хоча битва під Лютценом була переможною для Швеції, у ній загинув король Густав Адольф

Тридцятилітня війна, що тривала із 1618 по 1648 рік, велася здебільшого на території сучасної Німеччини. У ній була задіяна більшість великих континентальних держав Європи включно зі Швецією. Хоча ця війна спочатку була релігійним конфліктом між протестантами і католиками, суперництво між династією Габсбургів та іншими державами також відігравало не останню роль.

#### Кампанія Густава ІІ Адольфа
Швеція деякий час контролювала головні торговельні шляхи Балтики, тому приріст прибутків як результат цього був значною матеріальною допомогою на ранніх етапах війни в Німеччині, куди шведський король Густав ІІ Адольф направив свої війська у червні 1630 року. Густав ІІ Адольф, пізніше прозваний «Левом Півночі» за свої командирські вміння, втрутився у громадянську війну в Німеччині на боці протестантів. На той час шведська армія вже була однією з найкращих у світі, що було підтверджено у битві під Брейтенфельдом у 1631 році, де за допомогою нових військових технік (легша і мобільніша артилерія, використання більшою часткою піхоти вогнепальної зброї на відміну від холодної та тактики раптового нападу кавалерії) було розбито імперську армію. Після Брейтенфельду усі шведські цілі у війні були досягнуті, проте Густав ІІ Адольф мав більші плани. Шведські війська увійшли глибше до Німеччини, де підпалювали та грабували міста.
15 квітня 1632 року шведське військо зустрілося із католицькою армією, коли мало перейти річку Лех. У ході цієї битви був смертельно поранений католицький полководець Тіллі.
Після смерті Тіллі командувати імперською армією став полководець Валленштейн; він розвернув війська на північ та напав на Саксонію, через що туди вирушив і Густав ІІ Адольф. Дві армії зустрілися 6 листопада 1632 року у битві під містом Лютцен. У ході цієї битви Густав Адольф загинув. Сама ж битва закінчилася внічию, проте імперські війська спочатку покинули поле бою, і тому переможцем можна вважати Швецію.

#### Продовження війни
Після смерті Густава Адольфа командувачами шведської армії стали Густав Горн і Бернгард Заксен-Веймарський. Шведська армія була майже повністю розбита імперськими військами у битві при Нердлінгені 1634 року. Після битви командувати підрозділами армії, що залишилися, став Юган Банер. Шведські війська були відтіснені на північ та невдовзі виграли битву при Віттштоку, тим самим зрівнявши рахунок між обома арміями. Щоб запобігти перемозі Габсбургів у війні, Франція, яка вже надала Швеції значні матеріальні субсидії, також втрутилася у війну у 1635 році на боці протестантів.
Юган Банер помер у 1641 році, його наступником став Леннарт Торстенсон. Торстенсон переміг Октавіо Пікколоміні, який був командувачем імперських військ, у битві під Ляйпціґом у 1642 році. У 1643 році Торстенсон отримав наказ напасти на Данію, який він також виконав. Данська війна (див. нижче) закінчилася укладенням Бремсебруського миру у 1645 році.
Коли шведська армія йшла на північ, її переслідувало імперське військо на чолі з Маттіасом Галласом. Шведська армія розбила армію Галласа у битві при Ютербозі у 1644 році. Після цього шведи ще раз повернули на південь, і біля Янкова вони розбили ще один загін імперської армії. Після цієї битви шлях на Відень був повністю відкритий. За межами Відня шведи очікували на підкріплення, яке мав надіслати семигородський князь Дєрдь І Ракоці, проте не всі підрозділи було відправлено. Після невдалої облоги Брунна Торстенсон повернув війська на північ. Через хворобу Торстенсон покинув армію у 1645 році. Її командувачем став Карл-Густав Врангель, якого потім змінив Карл Х Густав.
За умовами Вестфальського миру Швеція отримала індемнітет та контроль над Шведською Померанією і Бременським та Ферденським архієпископствами. Таким чином вона отримувала контроль над гирлами річок Одра, Ельба та Везер та набувала три голоси у раді імперських князів німецького рейхстагу.
Оскільки армія не знала про перемир'я, у день потому шведські війська штурмували Прагу. У ході штурму було захоплено низку витворів мистецтва, які і досі знаходяться в Швеції.

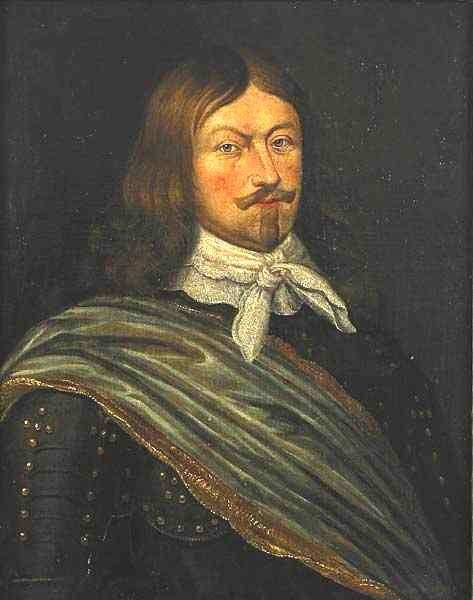
Фельдмаршал Леннарт Торстенсон

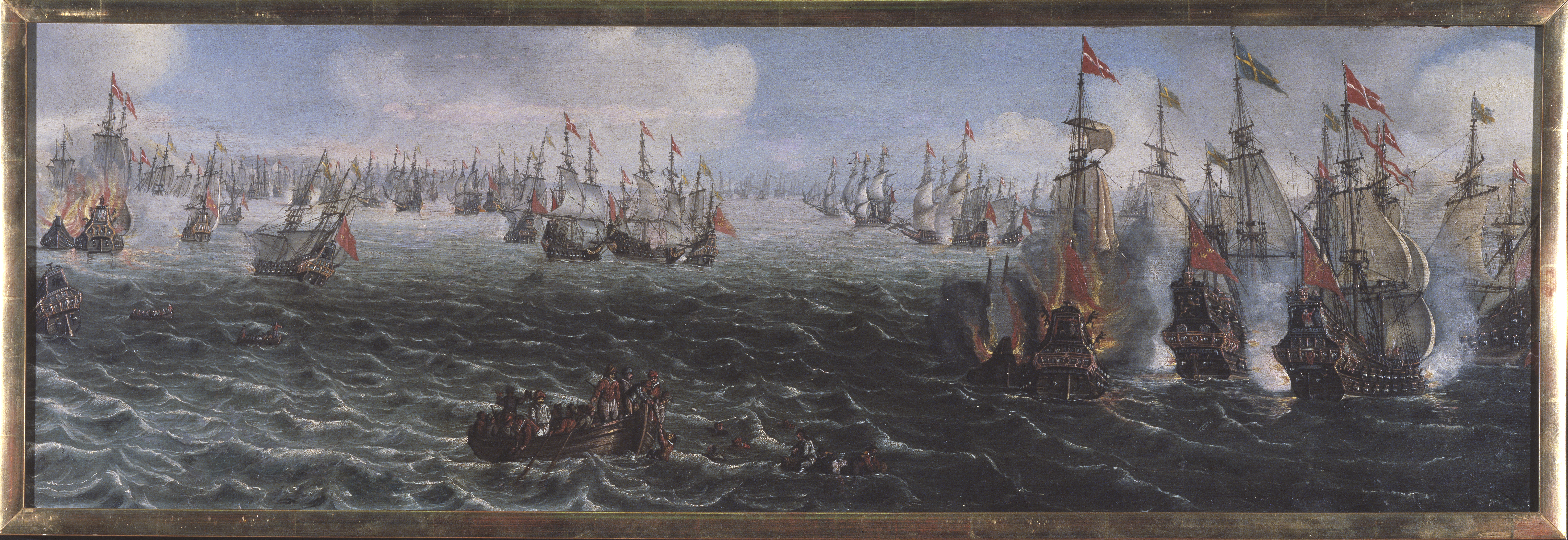
Битва біля Фемарну у 1644 році була вирішальною перемогою для шведського флоту під час Війни Торстена

### Дансько-шведська війна (Війна Торстенсона)
Оскільки іноземна торгівля Швеції потерпала від мита, яке необхідно було сплачувати за перетин підконтрольної данцям Ересуннської протоки, шведи вирішили напасти на Данію-Норвегію. Швеція навряд чи могла обрати кращий момент, адже дансько-норвезька армія була надзвичайно ослаблена через труднощі у попередній війні, а шведська, навпаки, надзвичайно сильною завдяки французьким інвестиціям у шведські збройні сили під час Тридцятилітньої війни. Наприкінці вересня 1643 року фельдмаршал Леннарт Торстенсон отримав наказ вивести свої війська з боїв Німеччини для того, щоб натомість вторгтися у Данію. Військо штурмувало невелике укріплення Крістіанспріс неподалік міста Кіль і через деякий час весь данський Гольштейн опинився під контролем Швеції. Для данського короля Кристіана IV ця новина стала несподіванкою, і до 1644 року вся Ютландія була окупована шведами. Проте можливості дістатися Ютландії були обмежені, тому польова кампанія фельдмаршала Густава Горна у Сконе довго чекала новин від Торстенсона. Надалі відносно сильний данський флот пізніше у тому ж році зміг зупинити спробу висадки на острові Фюн. 24 січня польова кампанія Горна у Сконе перейшла кордон до Маркарида і шведам вдалося завоювати все, окрім міцно укріпленої данської фортеці Мальме. Водночас із цим данський король здійснив напад на шведську фортецю Ельвсборг, який не вдався через невеликий обсяг данської армії.
У липні імперська армія на чолі з Маттіасом Галласом вирушила до Ютландії. Торстенсон намагався викликати його на бій, але це не вдалося через те, що Галлас зі своїм військом повернувся назад до Німеччини. Тим часом данці почали висадку у Мальме війська чисельністю 6000 осіб, яке вигнало війська Горна зі Сконе. Врешті-решт шведський та данський флоти зустрілися у битві біля Фемарну, яка стала однією з найбільших перемог шведського флоту над данським. Данія вивела усі свої війська зі Сконе і фортеця Мальме залишилася захищеною. Війна точилася ще кілька місяців допоки не було укладено Бремсебруський мир.

### Північна війна

#### Шведський потоп
У 1655 році Швеція напала на Польщу із метою збільшити свою владу на Балтійському морі. Протягом перших двох років шведські війська окупували великі частини Польщі і війна була майже виграною. У 1656 році Швеція виграла Варшавську битву, проте польський спротив посилювався і польські селяни почали партизанську війну проти шведських військ.

#### Війна Карла X Густава проти Росії
Під час польської війни у 1656 році Швеція вторглася до Росії. Бої тривали лише до 1658 року, проте мир було укладено лише у 1661 році. У результаті цієї війни був status quo ante bellum (положення, яке було до війни).

#### Дансько-шведська війна (1657—1658)
Восени 1657 року, коли війна у Польщі виглядала безнадійною, Данія-Норвегія оголосила війну Швеції. Карл Х Густав разом із великими підрозділами шведської армії вирушив на північ. У жовтні Карл-Густав Врангель захопив фортецю Фредріксодде. 30 січня шведське військо перейшло по льоду протоку Малий Бельт, а 5—6 лютого воно перейшло і Великий Бельт, що стало одним із найбільших подвигів у всій військовій історії Швеції. Після цього Данія-Норвегія капітулювала; було укладено Роскілльський мир, за умовами якого Швеція отримувала у володіння данські провінції Сконе, Блекінге, Борнгольм і Галланд, а також норвезькі провінції Тронгейм та Богуслен (у Бремсебруському мирі Швеція отримала Галланд на строк 30 років, але цього разу — назавжди).

#### Дансько-шведська війна (1658—1660)
Карл Х Густав був незадоволений миром, тому у серпні 1658 року він оголосив війну Данії. У лютому 1659 році він напав на Копенгаген, проте завоювати місто йому не вдалося — оборона міста була сильною, до того ж на допомогу прибув нідерландський флот. Водночас з тим ситуація в Німеччині ставала все критичнішою, адже австрійці, бранденбургці та поляки заблокували шведські володіння в Померанії. Це було результатом того, що Карл Густав оцінив свою армію краще, ніж та була насправді, а суперників навпаки, гірше. Ворожі війська пройшли через Ютландію, проте шведи все ще утримували данські острови, які стали головною ареною військових дій. Пізніше у 1659 році ситуація ще більше ускладнилася, коли шведське військо зазнало поразки під Нюборгом, а нідерландський флот панував у данських водах. Врешті-решт у 1660 році було укладено Копенгагенський мир, за умовами якого Тронхейм повертався під владу Норвегії, а Борнгольм — Данії.

### Сконська війна

#### Вступ у війну
По смерті Карла Х Густава у 1660 році було запроваджено регентство на чолі з Магнусом Габріелем Делаґарді, який вирішив укласти союз із Францією. У 1672 році Франція вторглася до Нідерландів, тому Швеція мала розмістити своє військо в Німеччині, навіть Бранденбург та Священна Римська імперія брали участь у боях. Так і сталося, і у 1674 році шведська армія вирушила до Бранденбурга; у 1675 році Нідерланди оголосили війну Швеції. У той же час, коли було проголошено війну, шведська армія зазнала поразки у битві при Фербелліні. Це була доволі незначна перемога для бранденбурзького війська, проте цього було достатньо для того, щоб довести, що шведська армія не була непереможною.

#### Данські перемоги
У вересні 1675 року після проголошення війни сама війна була у розпалі. Спочатку події відбувалися швидко — Данія, метою якої було повернення Сканії, яка відійшла до Швеції у Північній війні, зайняла Вісмар та Бремен-Ферден у той самий час, коли бранденбурзьке військо захопило Шведську Померанію та Штеттін. Після цього на острові Готланд висадилося данське військо, яке супроводжував голландсько-данський флот. Шведський флот на чолі з Лоренцем Крейцем не зміг перемогти данський флот до того, як той не отримав підкріплення від голландської флотської ескадри у Ясмундській битві. Наступна за нею Еландська битва стала справжньою катастрофою для Швеції, адже у ході цієї битви було втрачено великі частини шведського флоту разом із новозбудованим судном «Кронан». Тепер панівною державою на Балтійському морі була Данія. У червні 1676 року дансько-норвезька армія на чолі з Ульріком Фредеріком Гюлленльове увійшла до Швеції. У той самий час у Гельсінгборзі висадився ще один данський загін на чолі з Йоганном Адольфом Гольштейн-Плезьким. Шведська армія на чолі із самим королем Карлом ХІ відступила назад до Смоланду. Невдовзі після цього Гельсінгборг капітулював. За ним послідували міста Ландскруна та Крістіанстад, і невдовзі вся Сконе окрім Мальме опинилася під контролем Данії. Проте після битви при Філлебро захопити Галланд так і не вдалося.

#### Зміна ходу війни

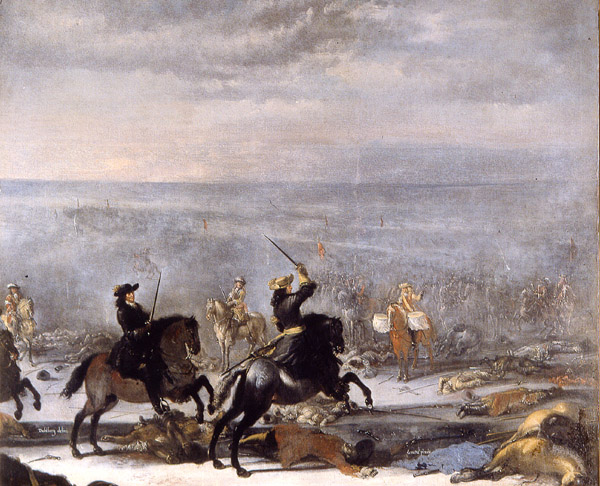
Битва при Лунді, 1676 рік

Незважаючи на великі труднощі, Карл ХІ разом із військом чисельність у 15 тисяч осіб вторгся у Сконе, де і відбулася кривава битва при Лунді, у якій як Данія, так і Швеція втратили приблизно половину свого війська. Після цього шведи знову напали на Сконе і влітку 1677 року продовжилися бої на землі, у яких Швеція здобули низку перемог, проте на морі домінував дансько-голландський флот і Швеція зазнала нищівної поразки у битві біля Лолланду та битві біля бухти Кеґе. Після невдалої облоги Мальме з подальшим штурмом данські війська відступили назад до Ландскруни. Місто захищало військо чисельністю у 7 тисяч осіб під командуванням Фабіана фон Ферзена. Головна шведська армія 14 липня здобула перемогу у битві при Ландскруні. Після неї шведам вдалося навіть знову захопити Крістіанстад. У 1679 році Франція уклала мирну угоду на користь Швеції, згідно із яким всі втрачені шведські території мають бути повернені, на чому війна закінчилася.

### Модернізація армії
Під час та завдяки Сконській війні Карл ХІ зрозумів, що шведська армія знаходиться у дуже поганому стані. Під час Сконської війни записували усіх людей, які йшли на війну із волоцюг та батраків самих селян. Це призвело до того, що сили, необхідні у землеробстві, були втрачені, а моральний дух був низьким. Коли тепер війна дуже довго велася на своїй території, багато солдат отримали шанс дезертувати, яким багато хто з них і скористався; через це шведська армія зазнала великих втрат. Рішення проблеми стала молодша індельта. Під нею малося на увазі, що певна кількість дворів утворювали роти, які мали забезпечувати солдатські двори. У солдатському дворі солдат міг жити із своєю сім'єю та заробляти в обмін на те, що один місяць на рік він мав бути на навчаннях та бути готовим узятися за зброю у випадку війни. У той же час Швеція пройшла через т. зв. редукцію, яка принесла короні багато грошей, використаних на відновлення армії. Окрім усього іншого було відновлено флот та засновано військово-морську базу в Карлскруні. Результатом цього стало те, що Швеція стала найсильнішою військовою силою північної Європи.

### Велика Північна війна

#### Початок війни
У 1700 році на Швецію напали три держави — Данія-Норвегія, Польща та Росія. З цього почалася Північна війна. Карлу ХІІ та його війську спочатку вдалося швидко вибити данські війська, після чого було укладено Травендальський мир.

#### Польська кампанія Карла ХІІ
У листопаді 1700 року цар Петро І та московська армія зазнали поразки у битві під Нарвою, а в липні 1701 року шведи розбили саксонську армію у битві на Двині. Після цього Карл ХІІ звернув свою увагу на Польщу. Його плани були дуже амбіційними — він хотів розірвати зв'язки між Саксонією та Річчю Посполитою, змусити поляків скинути короля Августа ІІ і після цього змусити країну долучитися до Швеції у нападі на Росію. У 1702 році саксонська армія зазнала поразки у битві при Клішові. У 1704 році нарешті вдалося скинути короля Августа ІІ, замість якого обрали Станіслава Лещинського. У 1705 році між усіма державами-учасницями окрім Росії було підписано мирну угоду.

#### Московська експансія на Балтиці
Водночас із тим, коли Карл XII був у Польщі, росіяни активно діяли на Балтиці. У 1702 році цар Петро І вирушив до Балтійського моря, де почав закладати місто Санкт-Петербург. Невдовзі було захоплено Естонію, Ліфляндію та Інгерманландію, проте шведській армії під командуванням Адама Людвіга Левенгаупта вдалося відбити напад на Курляндію.

#### Альтранштадтський мир
У 1706 році московсько-саксонське військо вторглося до Польщі. Московське військо було швидко відкинуте назад, а саксонське було фактично знищене у битві при Всхові шведським військом на чолі з Карлом Ґуставом Реншильдом. Після цього Швеція напала на Саксонію, яка була змушена укласти сепаратний Альтранштадтський мир.

#### Московська кампанія Карла XII
У 1707 році Швеція почала напад на Росію, яка була змушена протистояти йому без допомоги Польщі через те, що польська армія була зайнята внутрішніми справами. Після вигнання росіян з Польщі шведи вийшли до Москви та напали на московську армію. Проте після поразки під Полтавою майже вся королівська армія занепала.

#### Після Полтавської битви
Новоствореній армії під командуванням Магнуса Стенбока вдалося вигнати зі Сконе данські війська, які повернулися до війни. Проте і ця армія зазнала поразки у Теннінгу, битва під яким стала справжнім початком кінця. Після смерті Карла ХІІ у Фредірксгальді Швеція у 1721 році була змушена укласти низку мирних угод (Ништадтський мир та Стокгольмські договори), тим самим втративши усі завоювання часів імперії. Попри вражаючі ранні перемоги Швеції остаточним результатом війни був кінець Шведської імперії. Під час війни загинуло більше 200 тисяч шведських солдат.
Також Росія витіснила Швецію як панівну державу на Балтійському морі та стала ключовим гравцем у європейській політиці.

## Епоха Свободи
Епоха Свободи традиційно починається після смерті Карла ХІІ у норвезькому Гальдені. Після нього королем став Фредерік І, про якого багато істориків казали, що він був ще більше некомпетентним, аніж Карл ХІІ.

### «Капелюхи» та «ковпаки»
Після Північної війни стан шведської армії погіршився. Проте у пам'яті партії «капелюхів» все ще лишалися спогади про часи величі Швеції, і тому їх політикою було повернення до традиційного альянсу між Францією та Швецією. Коли Швеція опустилася до позиції другорядної держави, союз із Францією перетворився на розкіш. Арвід Горн чітко розумів це, і його обережний нейтралітет тому був найнадійнішим державним підходом. Проте політики, які змістили Горна, вважали інакше: для них процвітання без слави нічого не вартувало. Вони прагнули повернути Швеції колишню позицію великої держави. Франція, звісно, задоволено сприйняла зріст фракції, яка хотіла бути її зброєносцем на півночі, тому потоки коштів, що йшли з Версалю до Стокгольма протягом наступних двох поколінь, були політичним джерелом життя для партії «капелюхів».

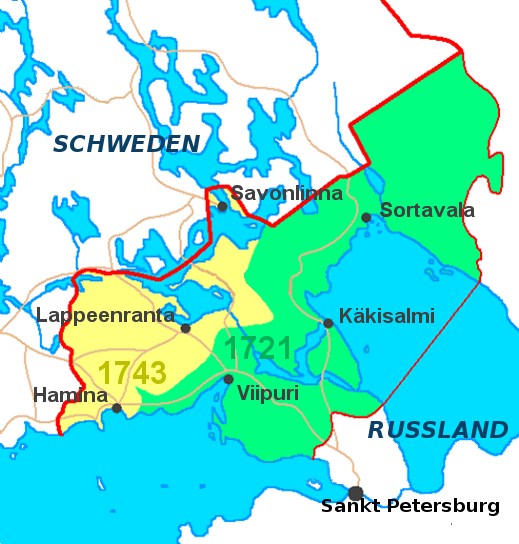
Карта Старої Фінляндії. Швеція віддала Російській імперії позначені жовтим кольором території після російсько-шведської війни у 1743 році.

Першою помилкою «капелюхів» була поспішна та непродумана війна з Росією. Труднощі у Європі, що настали після майже одночасних смертей імператора Священної Римської імперії Карла VI та імператриці Анни Іванівни, здавалося, сприяли їх планам, і, незважаючи на гострі протести партії «ковпаків», проєкт вторгнення у російську Фінляндію був запущений за сприяння недосформованого Риксдагу 1740 року. 20 липня 1741 року було офіційно оголошено війну Росії, і 8 серпня 1741 року загін чисельністю у 8 тисяч шведських та фінських солдатів перейшов російський кордон неподалік від міст Вілльманстранд (нині Лаппеенранта) та Фредріксгамн (Гаміна). Місяць потому парламент був розпущений, а до Фінляндії було відправлено ландмаршала для командування військами. Метою цього було створення загрози для російської столиці, Санкт-Петербурга, та згодом — початок державного перевороту, який планували французькі та шведські дипломати; вони прагнули скинути режим Анни Леопольдівни на користь встановлення іншого, дружнього до Австрії режиму. Переворот відбувся в грудні, проте нова імператриця, Єлизавета Петрівна, не стримала свого слова щодо повернення територій та продовжила війну.
Перший удар не завдавався протягом шести місяців з моменту оголошення війни, тому його здійснив ворог: загроза для Петербурга була знята вже 3 вересня, коли 20 тисяч російських солдат під командування фельдмаршала Петра Лассі просунулися із Виборга до Лаппеенранти, де перемогли шведського генерал-майора Карла Хенріка Врангеля та захопили прикордонну фортецю. Далі жодна зі сторін не робила нічого протягом наступних шести місяців; тоді шведські генерали зробили «мовчазне перемир'я» з Росією через сприяння французького посла у Санкт-Петербурзі. До закінчення цього перемир'я шведські війська були настільки деморалізовані, що проста чутка про напад супротивника змусила війська Левенгаупта у паніці відійти до Гельсінгфорса (Гельсінкі). У серпні Лассі захопив Борґо (Порвоо) та Нислотт (Савонлінна) та оточив шведське військо неподалік Гельсінгфорса. 19 серпня Левенгаупт та Будденброк отримали наказ про те, що вони мають повернутися до Стокгольма. Тепер шведським військом командував полковник Жан Луї Буске, який підписав капітуляцію 24 серпня. До кінця року вся Фінляндія опинилася під контролем Росії. Після того, як російська армія захопила Або (Турку), туди прибули Олександр Рум'янцев та Ерік Маттіас фон Нолькен для обговорення мирного договору.
Ця війна була на совісті партії «капелюхів», проте від суду вони ухилилися, адже більш пріоритетним на той час було питання престолонаслідування — королева Ульріка Елеонора нещодавно померла бездітною, а король Фредерік був старим. Через це почалися переговори із новою російською імператрицею, Єлизаветою Петрівною, яка погодилася повернути Швеції більшу частину Фінляндії, якщо її двоюрідний брат, Адольф Фредерік із Гольштейна, буде обраний наступним шведським королем. «Капелюхи» захоплено сприйняли можливість повернення втрачених територій та разом із тим і власного престижу, а також у надії на те, що Адольф Фредерік отримає від імператриці кращі умови миру. За Абоським мирним трактатом від 7 травня 1743 року умови імператриці приймалися, і Швеції довелося відмовитися від невеликої частини Фінляндії за річкою Кюмійокі (частина провінції Саволакс (Саво) та Кюмменегордського лену).

### Померанська війна

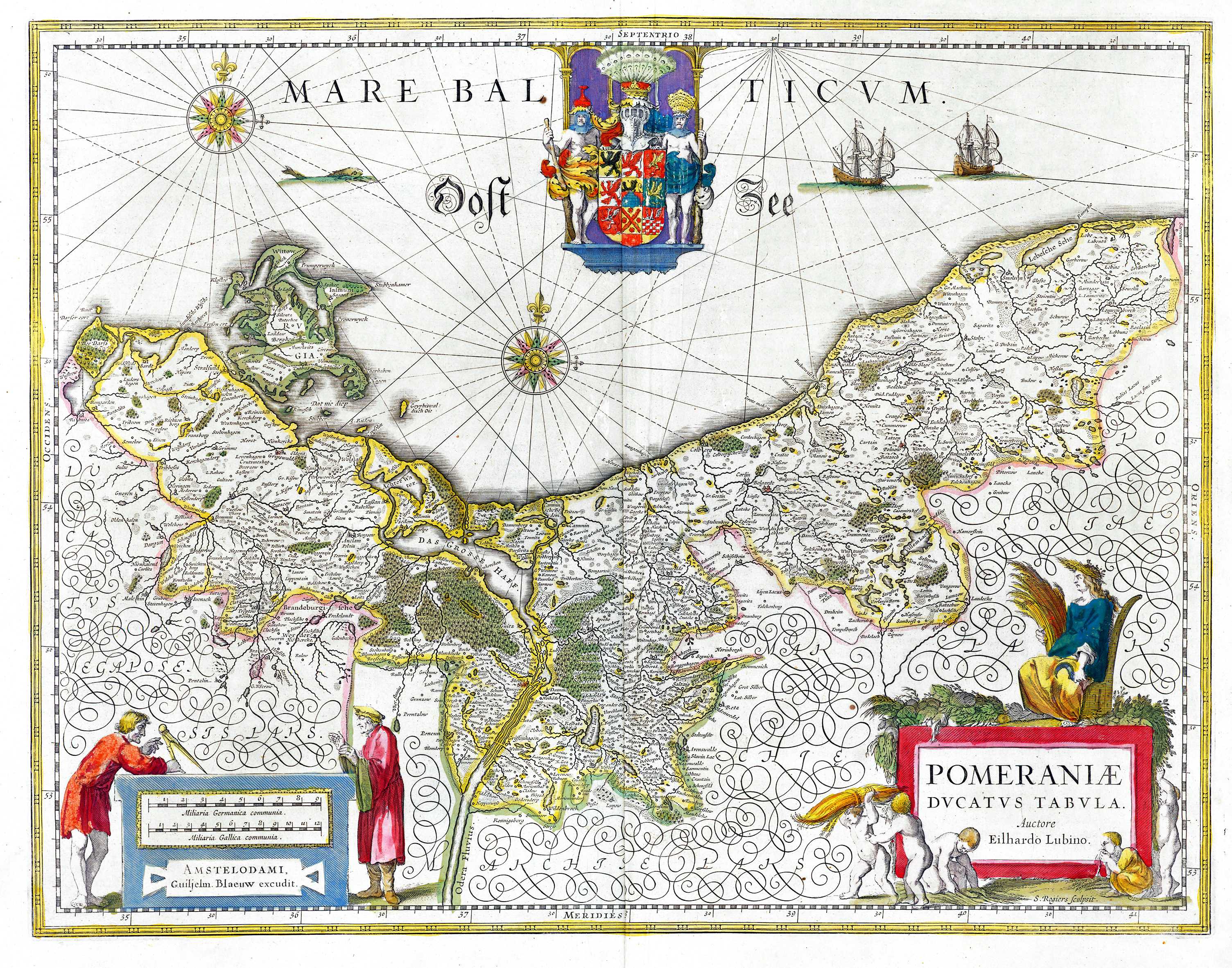
Карта Померанії

Причиною Померанської війни був передусім той факт, що партія «капелюхів», яка на той час мала владу у Швеції, вважала, що король Пруссії Фрідріх ІІ піддасться багатьом своїм ворогами та те, що таким чином у Швеції з'явиться можливість без ризику та особливих зусиль повернути собі померанські володіння, віддані Пруссії у 1720 році. Приводом для війни стало вторгнення короля Фредеріка у Саксонію у 1756 році, яке було порушенням гарантованого Швецією та Францією Вестфальського миру, укладеного у 1648 році.
Оскільки шведська армія в Німеччині була потрібна лише для того, щоб заволодіти територіями, завойованими союзниками, вона вирушила туди без необхідних приготувань та без необхідних засобів для продовження війни, що і визначило весь її хід. Повідомляючи про її перемогу у битві при Россбаху 5 листопада 1757 року, шведський командувач, фельдмаршал Маттіас Александр фон Унгерн-Штернберг не наважився разом зі своєю погано озброєною армією виконати наказ уряду та заклики представника Франції Марка Рене де Монталамбера вийти на Берлін, тому він повернувся до Шведської Померанії (листопад 1757 року), де шведська армія була оточена у місті Штральзунд та на острові Рюген.
21 грудня 1757 року Маттіаса фон Унгерна замінив Густав фон Розен, який 7 січня 1758 року фактично став командуючим. Він також не зміг зробити нічого окрім того, щоб бездіяльно чекати, перебуваючи в оточенні пруської армії. 18 червня 1758 року блокада була прорвана російськими військами, і згодом командувачем замість фон Розена став Густав Давид Гамільтон. 27 липня Августин Еренсверд захопив укріплення в Пенемюнде, і тоді Гамільтон разом з військом у 16 тисяч чоловік вирушив на допомогу росіянам, які обложили місто Кюстрін. Після їх поразки у Цорндорфській битві він вирішив замість цього прямувати до Саксонії, щоб об'єднатися з австрійським військом, проте він не просунувся далі Нойруппіна у Бранденбурзі. Загін, який він відправив звідти, зазнав важкої поразки 26 вересня під Тарнівом, але, на противагу їм, майорові Карлу Константину де Карналлю разом із військом у 800 чоловік вдалося захистити місто Фербеллін проти приблизно 5 тисяч прусських вояків 26 вересня.
Оскільки австрійський напад на Саксонію провалився, Гамільтон 10 жовтня покинув Нойруппін та підійшов до Одри, сподіваючись на співпрацю з російським військом, проте вони залишилися там на зиму, і Гамільтон розвернув військо до Шведської Померанії. 19 грудня 1758 року командувачем шведської армії став Якоб Альбрект фон Лантінґгаузен. На початку 1759 року він мусив через чисельну перевагу прусського війська відійти до Штральзунда, у результаті чого були втрачені гарнізони у Демміні, Анкламі та Пенемюнде, хоча і після хороброї оборони. Завдяки просуву російських військ у травні Шведська Померанія була звільнена, але через брак коштів та запасів вийшло кампанія могла початися лише в серпні. Її метою була облога Штеттіна; як підготовку до цього Лантінґсгаузен наказав Акселю фон Ферзену разом із чотиритисячним військом захопити Узедом та Волін, у той час як він сам із головною армією (10 тисяч чоловік) мав вступити до пруської Померанії. У результаті через відсутність кооперації із іншими військами облога Штеттіна не вдалася, і наприкінці осені армія знову повернулася до Шведської Померанії.
20 січня 1760 року прусси так само спробували вторгтися туди, проте цього разу їх вдалося відкинути назад, і 28 січня шведське військо увійшло до Анкламу та захопили в генерала Генріха фон Мантойфеля. Поки у постійних малих боях із військом у 6 тисяч чоловік він із головною силою просунувся до Пренцлау у Бранденбурзі, Августин Еренсверд вирушив із своїм загоном до Пазевалька. Там на нього напали вороги; напад було відбито, прото Еренсверд отримав поранення і мусив скласти свої повноваження як командувача.
Оскільки велика частина офіцерів на той час пішли у відставку заради участі у ріксдагу і через це виникла потреба у командувачах. Тому Лантінґсгаузен повернувся до Шведської Померанії, де він протягом зими не мав сутичок із ворогами. Хоча він командував армією так, як від нього і очікувалося, він втомився від труднощів та у липні 1761 року пішов у відставку. Вже у тому ж місяці його наступник, Августин Еренсверд, зміг із військом у 7 тисяч чоловік вторгтися на землі ворога. Хоча прусська армія, численність якої була значно більшою, намагалася завадити йому, він врешті-решт через погане озброєння не зміг просунутися суттєво далеко, і польова кампанія складалася лише із невеликого, але доволі почесного для шведів бою.
Коли прусси почали нападати на його прикордонні пости, він відправив загін легких військ на чолі з Якобом Магнусом Спренгтпортеном до Мекленбурга, і 23 грудня вони захопили найкраще пруське укріплення — Мальхін. Там він опинився в оточенні більш численних сил, але на його порятунок вирушив Еренсверд. Авангард на чолі з де Карналлем 2 січня 1762 року під Нойкаленом переміг прусське військо, яке спробувало оточити їх, і Еренсверд увійшов до Мальхіна. Одразу після цього він повернувся до Шведської Померанії, і 7 квітня він за власним бажанням оголосив про припинення бойових дій, яке закінчилося мирною угодою.

### Підсумки
Епоха Свободи була періодом в історії Швеції, за який відбулося надзвичайно мало воєн. Держава втомилася від них. Протягом останньої частини епохи Свободи шведські збройні сили були відновлені для того, щоб знову бути у змозі зробити Швецію великою державою; зокрема, у цей період було збудовано багато галер.

## Густавіанський період

### Російсько-шведська війна (1788—1790)

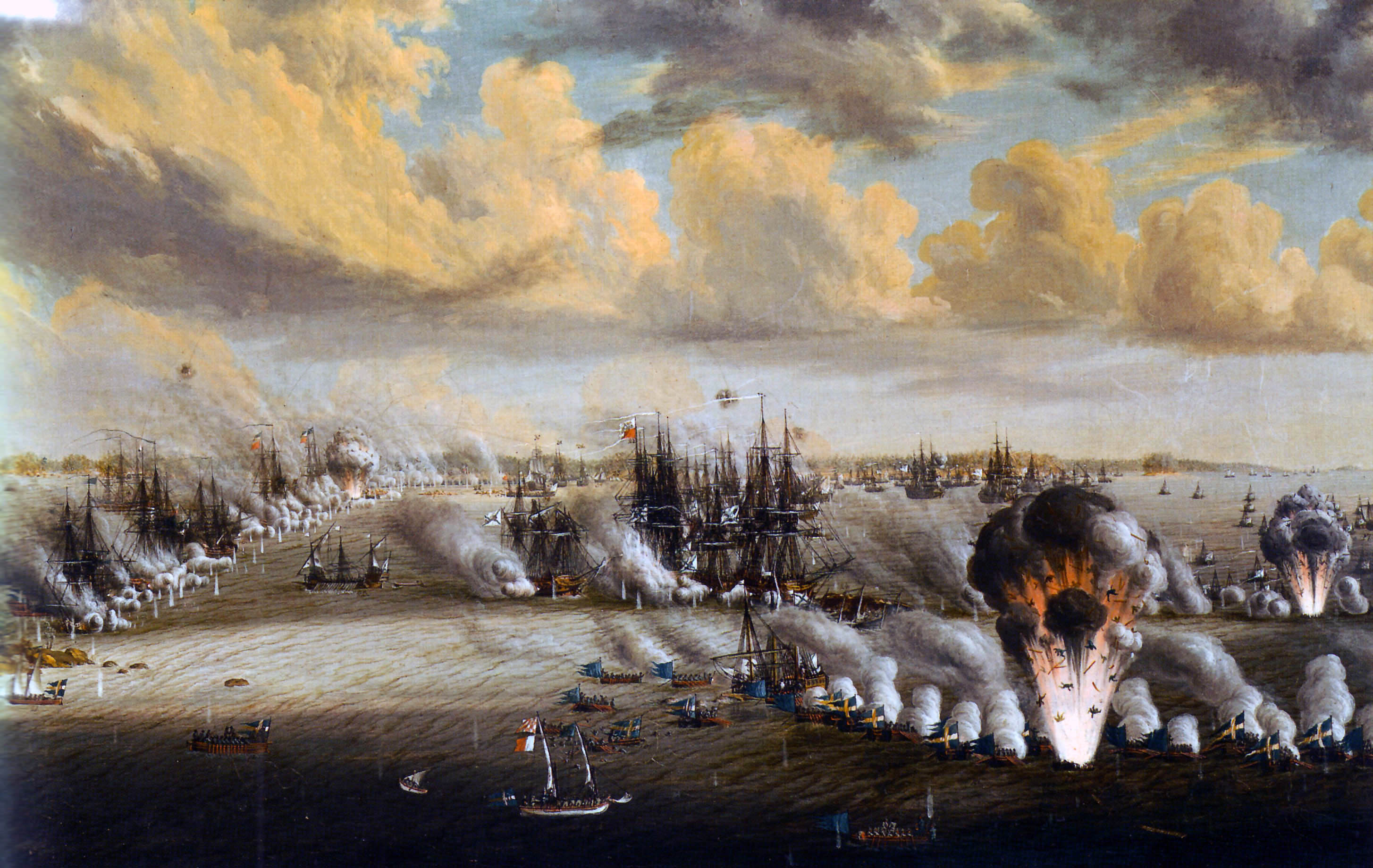
Шведський флот вщент розбив російський у ході Другої Роченсальмської битви, яка завершила війну і стала найбільшою морською перемогою Швеції.

Російсько-шведська війна 1788—1790 рр., також відома як Російська війна Густава ІІІ або Шведська війна Катерини ІІ у Швеції та Росії відповідно, велася між Швецією та Росією з червня 1788 року по серпень 1790 року.
Конфлікт почав король Густав ІІІ через внутрішні політичні причини, адже він вважав, що коротка війна змусить опозицію схилитися на його бік. Незважаючи на проголошення себе автократом внаслідок кривавого державного перевороту, який у 1772 році закінчив парламентське правління, його політичні повноваження не дозволяли йому почати війну.
У 1788 році Густав ІІІ вирішив оголосити війну Росії. Її метою було захоплення Санкт-Петербурга, повернення втрачених територій та перешкодити російському втручанню у внутрішні справи Швеції.
Отже, шведи спочатку планували морський напад на Санкт-Петербург. Одна шведська армія мала просунутися через Фінляндію, друга за підтримки шведської берегової флотилії мала просунутися уздовж узбережжя Фінляндії до Фінської затоки, у той час як третя мала прибути бойовим флотом для висадки в Оранієнбаумі, щоб вийти на Санкт-Петербург.
Російський бойовий флот під командуванням Самуїла Грейга зустрівся із шведським флотом біля острова Гоґланд у Фінські затоці 17 липня 1788 року у Гоґландській битві. Тактично ця битва не була вирішальною, проте російська армія зробила достатньо, або перешкодити висадці шведських військ. Оскільки війна не зустріла широкої підтримки у шведського народу, а фінські офіцери були бунтівниками, новини про поразку біля Гоґланду спричинила повстання серед деяких офіцерів-дворян, відоме як Ан'яльський союз.
Напад Швеції на Росії змусив Данію-Норвегію у серпні оголосити війну Швеції згідно із умовами мирного договору з Росією. Норвезька армія невдовзі вторглася в Швецію та виграла битву при Квіструмі; 9 липня 1789 року після дипломатичної інтервенції Великої Британії та Пруссії було підписано мирну угоду. Під їх тиском Данія-Норвегія проголосила свій нейтралітет у цьому конфлікті, і таким чином війна була закінчена.
На морі ж два рівних за силою бойові флоти знову зустрілися у Еландській битві 25 липня 1789 року, яка також не була вирішальною. Місяць потому, 24 серпня, російський віце-адмірал Нассау-Зіген вщент розбив шведську берегову флотилію у Першій Роченсальмській битві.
У 1790 році король Густав ІІІ відновив план висадки неподалік Санкт-Петербурга, проте цього разу це мало відбутися під Виборгом. Проте план провалився під час нападу на російський флот у Ревельській битві 13 травня. Наступний напад на російський флот під Кронштадтом на початку червня також закінчився невдачею і шведський бойовий флот разом із флотилією галер повернувся до Виборзької затоки, де об'єднані шведські флоти, які налічували близько 400 суден, були на місяць оточені Балтійським флотом Василя Чичагова. 3 липня шведи прорвалися у ході прибережної Виборзької морської битви, втративши шість бойових кораблів та чотири фрегати.
Шведський бойовий флот повернувся до Свеаборга для ремонту, у той час як шведська флотилія галер була призначена для міцної оборонної позиції у Свенскрунді. Стрімка російська атака на шведську флотилію галер 9 липня у Другій Роченсальмській битві стала катастрофою для російського флоту, який втратив близько 9500 солдат із усіх 14 тисяч та майже третину свого флоту. Це була найбільша морська перемога, яку коли-небудь здобувала Швеція, і вона допомогла прокласти шлях до миру. Російський віце-канцлер Олександр Безбородько негайно погодився на переговори, і війна закінчилася підписанням Верельського миру 14 серпня, згідно із яким кордони Швеції не змінювалися.
Швеції все ж вдалося зробити Росію гарантом конституції епохи Свободи. Густав ІІІ порушив це у 1772 році, і тому це питання було доволі дратуючим моментом у контактах між двома державами, тому що через це Росія формально мала право робити певні кроки для його відновлення. Проте російсько-шведська війна 1788—1790 рр. була загалом несуттєвою для сторін-учасниць. Катерина ІІ розглядала війну проти свого шведського кузена як незначне відволікання уваги, адже її польові війська перебували у війні проти Туреччини і вона була так само зацікавлена у революційних подіях, що розгорталися у Польщі та Франції. Ця війна також лише дуже незначно вирішила внутрішні проблеми Густава ІІІ, який був вбитий у Стокгольмській опері у 1792 році.

### «Театральна війна»
Коли король Густав ІІІ у 1788 році за власною ініціативою напав на Росію, виникла загрозлива ситуація для Данії. У трактаті, укладеному з Росією у 1773 році, Данія зобов'язувалася у випадку нападу на Росію надіслати на допомогу військо у 12 тисяч чоловік, шість лінійних кораблів та три фрегати. Невдовзі після нападу шведів Росія вимагала, щоб Данія стримала свою обіцянку, тому Данії довелося також взяти участь у війні. Коли Густав ІІІ 21 серпня дізнався про це, він злякався. На тлі того, що напад на Росію був власною ініціативою Густава ІІІ, багато шведських офіцерів і опонентів короля рішуче виступали проти війни, а також на тлі успіхів, які були до цього часу, його риторика здавалася дивною. Втім Густав ІІІ, який був компетентним політиком, вважав, що саме зараз настав найкращий момент для того, щоб змінити народну думку на свою користь і одразу повертається до Стокгольма після того, як передав повноваження командувача своєму братові, герцогу Карлу.
Вважалося, що захопити Ємтланд буде легко, адже більшу частину його солдатів відправили до Стокгольма. Норвезька армія на чолі з генералом Корнбакком складалася з 2700 солдат (серед яких були драгуни, солдати і лижники), які були розділені на три дивізії. Одна з них лишилася у Шердалі, друга — у Вердалі, а приблизно 1000 солдат на чолі з полковником Рюном вирушили до Суля. Швидкий марш норвезького війська з Тронгейма до Вердалена помітив мешканець Естерсунда Закаріас Віклунд під час перебування у Шердалі. Він одразу сповістив про це Югана Германа Тідемана, який був ротмістром кавалерії у Ємтланді. Тідеман разом з комендатном Мільде та командувачем Педером Лідстеном зібралися на військову нараду та постановили скликати солдатів та придатних до служби чоловіків до Єрпе-Скансу, куди також відправили вісім фальконетів з центральної позиції у Кронстадс-Скансі.
Норвежці, очевидно, мали намір напасти, але після отримання інформації про те, що ємтланці могли захиститися, норвезьке військо під командуванням майора Горнемана відійшло за наказом командувача фон Крога. Горнеман згодом повернувся до Скальстуги, звідки уся норвезька армія 29 вересня повернулася через кордон.
Перше данське військо чисельністю 8000—10000 чоловік, основну частину якого, за джерелами, складали норвежці, за наказом принца Карла Гессен-Кассельського 24 вересня напало з Норвегії на Богуслен та швидко просунулося до міста Венерсборг біля південного кінця озера Венерн через слабке протистояння шведських військ. Полковник Юган Вернер Транефельт зі своїм загоном у 700 солдат мусив укріпитися у місті Квіструм на північ від Уддевалли, проте 29 вересня набагато більше данське військо на чолі з генерал-майором Мансбахом перемогло його у битві під Квіструмом. За тиждень данська армія захопила Уддеваллу, Венерсборг і Омоль, а 6 жовтня вони вимагали капітуляції Гетеборга.
Проте тепер король Густав ІІІ сам прибув до міста з Даларни і був налаштований рішуче: він відкликав пасивного коменданта генерал-лейтенанта Андерса Рудольфа Дюр'є та призначив замість нього генерал-лейтенанта Югана Спарре аф Сефдеборга. Після цього почалася активна оборона міста. Також 6 жовтня прихильник Швеції та англійський посол сер Г'ю Еліот прибув до міста і 9 жовтня він повідомив про коротке примирення із командувачем данського війська. Перемир'я за участі прусського посла графа Адріана Генріха фон Борке було поступово продовжено до травня наступного року.
Стикнувшись з цими перемовинами, загрозою вторгнення Англії та Пруссії у данський Гольштейн та сильнішою обороною Гетеборга, данські війська 21 грудня напали на Норвегію і Швеція здобула перемогу. Також для Швеції було зручне те, що бої закінчилися так рано, адже водночас із цією війною тривала активна війна з Росією. Спочатку Данія офіційно капітулювала 9 липня 1789 року перед Англією, Пруссією та Швецією, а потім видала декларацію про нейтралітет, оскільки справжнього мирного договору від не вимагалося.

### Перша берберійська війна
Доволі незвичайною війною, яка не відіграла великої ролі у військовій історії Швеції, була Перша берберійська війна, у які Швеція брала участь із трьома фрегатами у 1801—1802 рр.

### Фінляндська війна
Фінляндська війна велася між Швецією та Росією з лютого 1808 року по вересень 1809 року. Внаслідок цієї війни Швеція втратила половину своєї території, Фінляндію, Аландські острови та частину провінції Норрланд — ці території були проголошені тепер напівавтономним Великим князівством Фінляндським, тим самим надаючи фінам персональну унію з Російською імперією. Короля Густава IV Адольфа було скинуто внаслідок перевороту.
Ця поразка залежала передусім від того, что у шведській армії було мало хороших командувачів. Шведи не могли використовувати свої перемоги, як, наприклад, перемогу під Ютасом. Окрім цього шведська військова стратегія не могла бути використана повною мірою використана під час та із капітуляцією шведської армії біля Свеаборга.
Іншим важливим наслідком цієї війни було прийняття шведським парламентом нової конституції та нової королівської династії — Бернадотів.
Швеція також брала участь у війні проти Наполеона у 1805—1810 рр., проте зазнала у ній поразки. Шведська армія відновила свої сили після перемоги над Данією, проте ця війна не мала великого значення.

## Наполеонівські війни
Наполеонівські війни — низка глобальних конфліктів, що відбулися за правління Наполеона Бонапарта у Франції (1805—1815). Ці війни певною мірою були продовженням Французьких революційних воєн, які спалахнули після Французької революції 1789 року. Швеція була частиною Четвертої коаліції — союзу, організованого проти Французької імперії Наполеона у 1806—1807 рр. Також Швеція була частиною Шостої коаліції. Головними битвами за участю Швеції були зокрема битва біля Гросберена та битва під Лейпцигом.

### Перша Наполеонівська війна
Ця війна здебільшого проходила на німецьких територіях. Відправним пунктом для шведського війська була Шведська Померанія — на початку листопада 1805 року тут перебувала армія, що складалася приблизно із 12 тисяч шведських та російських вояків. За планом передбачалося через укріплення Гамельн, яке перебувало під контролем французьких військ, вийти до Ганновера, де вже перебувало англійське військо. Проте реалізація плану затрималася через вагання Пруссії, а коли його нарешті можна було здійснити, Наполеон вже здобув свою велику перемогу під Аустерліцом. Після цього Пруссія уклала угоду з Наполеоном, згідно із якою шведи, росіяни та англійці наразі мали покинути Пруссію. Шведи неохоче повернулися до Шведської Померанії.
Влітку 1806 року Пруссія перейшла у війні на інший бік. Тепер шведам дозволили зайняти Лауенбург, але восени того ж року Франція досягла значних воєнних успіхів і Пруссія разом з Німеччиною були переможені французькими військами. Шведам довелося відходити з Любека, звідки морським шляхом вони могли по морю відступити до Штральзунда у Шведській Померанії. Проте під час підготовки до відплиття шведів заскочили зненацька французи, і 6 листопада 1000 шведських солдатів мусили капітулювати, причому більшість із них вже встигли заховати зброю для відправлення. Цей інцидент отримав назву Любекської несподіванки (швед. Överraskningen i Lübeck).
На початку 1807 року французька армія почала облогу Штральзунда. Оскільки французи брали участь і в інших війнах, їх кількість поступово зменшувалася, тому шведи вирішили влаштувати прорив, щоб зняти облогу. Прорив зі Штральзунда (швед. Utfallet från Stralsund) успішно пройшлов 1 квітня, і шведське військо змогло зайняти прилеглі території разом з островами Узедом та Волін.
Тим часом французька армія готувалася до нового нападу. 13-тисячне військо, що вийшло із Штеттіна, атакувало шведів 16 квітня. Лівий фланг шведської армії мусив відступити назад, а інший був розбитий під Юкермюнде. 17 квітня переможене військо намагалося вибратися морем, проте було атаковане під час завантаження суден. Битва під Юкермюнде закінчилася тим, що 677 солдат потрапили у полон.
Король Густав IV Адольф не здавався. За допомогою Пруссії йому вдалося зібрати військо чисельністю у 17 500 чоловік, частково погано підготовлених, яким мала протистояти французька армія чисельністю у 40 тисяч чоловік. 13 червня 1807 року шведська армія вирушила на війну, але на початку липня Росія та Пруссія уклали мирну угоду із Францією. Через це шведське війська мусило відійти назад до Штральзунда, після чого воно повернулося до Рюгена. Французьке командування врешті-решт дозволило шведам відійти і після цього французькі війська зайняли Шведську Померанію, яка знову повернулася до володінь Швеції після Паризького миру 1810 року. Швеція також підпадала під континентальну блокаду, тобто вона більше не мала можливості купувати товари з Британії.

## Епоха шведсько-норвезької унії
У 1813 році принц Карл Юган почав війну проти Наполеона І. Шведська армія чисельністю у приблизно 25 тисяч чоловік під командуванням Бернадота взяла участь у битві під Лейпцигом, битві при Денневіці та битві біля Гросберена; також шведська армія здобула перемогу над Данією у ході битви при Борнгеведі 1813 року.

### Битва при Борнгеведі
Битва при Борнгеведі відбулася 7 грудня 1813 року між шведською та данською армією під час Війни шостої коаліції у місті Борнгевед на півночі Німеччини. Шведи здобули перемогу, яка стала першим кроком до завоювання Норвегії, що було закріплено Кільськими мирними договорами 1814 року. Згідно із цими договорами Швеція отримувала Норвегію в обмін на Шведську Померанію.
Також у цій битві шведські й данські війська зустрілися на полі бою востаннє.

### Війна з Норвегією
Згідно із Кільськими мирними договорами король Данії-Норвегії мав віддати Норвегію королю Швеції, але завдяки норвезькому опору у тому ж 1814 році було відновлено незалежність країни. Намагаючись реалізувати умови Кільського миру, у липні 1814 року Швеція вторглася в Норвегію. Через два тижні шведська армія, яка переважала у силовому відношенні, 14 серпня змусила Норвегію укласти Мосську конвенцію. Згідно з нею Норвегія зберігала свою нову конституцію та формальну незалежність, проте мусила прийняти персональну унію зі Швецією, яка в результаті тривала до 1905 року. Унія була досить вільною, і обидві держави мали одного короля. Мосська мирна угода з Норвегією завершила останню війну за участю Швеції.
Проте у Норвегії народ все більше був незадоволений цією унією, і коли Норвегія у 1905 році проголосила свою незалежність, прихильники консервативних сил у Швеції вважали, що для збереження унії треба почати війну з Норвегією. Проти цього активно протестував рух шведських робітників і молодий соціал-демократ Сет Геґлунд написав маніфест під назвою «Покінчимо зі зброєю! — Помиримось з Норвегією!» (швед. Ned med vapnen! - Fred med Norge!), у якому переконував робітників та солдат не підкорятися чинному наказу про мобілізацію. Війни не сталося, але Геґлунд був ув'язнений через свою мирну пропаганду.

## Світові війни
Швеція зберігала свій нейтралітет, який був її національної політикою з кінця Наполеонівських воєн, протягом і Першої, і Другої світової війни. Проте це не стосувалося Зимової війни у Фінляндії, коли Швеція проголосила себе «невоюючою стороною»— протягом цієї війни вона поставляла до Фінляндії озброєння та військові загони (зокрема Шведський добровольчий корпус).

### Перша світова війна

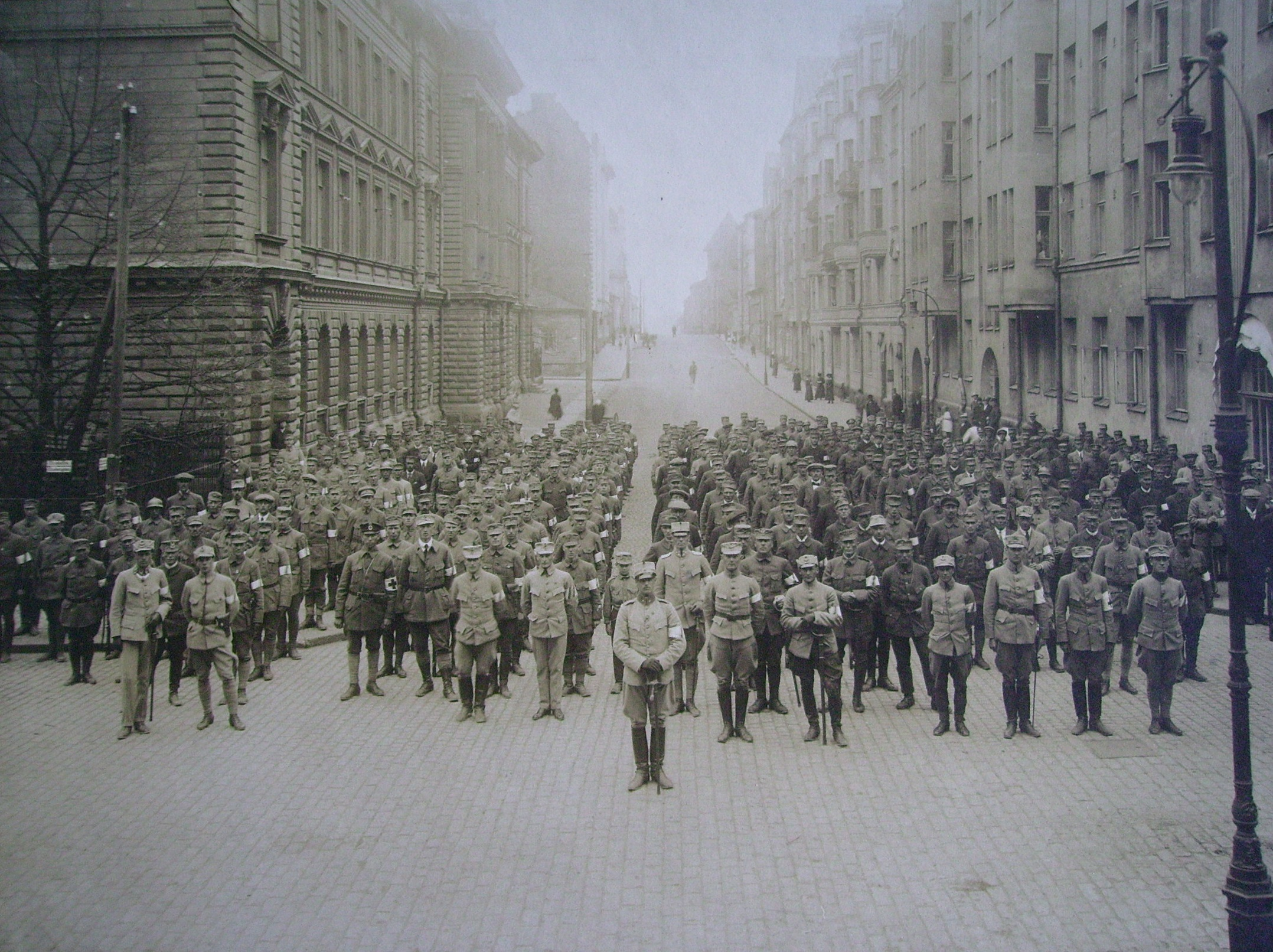
Шведська добровольча бригада на переможному параді білофінів у Гельсінкі. Підрозділ шведських добровольців допомагав Білій гвардії під час Громадянської війни у Фінляндії.

Для захисту нейтралітету невдовзі після початку війни було почато мобілізацію та утворення ландштурму. Судна шведського флоту розміщувалися уздовж узбережжя для запобігання порушенню нейтралітету на прилеглих до Швеції територіях. Були заборонені експорт і транзитні перевезення озброєння, боєприпасів та інших військових товарів.
Після початку війни Ріксдаг постановив збудувати для шведського флоту ще три броненосця берегової оборони (HMS Sverige, HMS Gustaf V та HMS Drottning Victoria); втім, два останні судна до кінця війни лишились недобудованими.
Хоча Швеція офіційно була нейтральною у війні, під натиском Німеччини вона була змушена зробити кілька кроків, які призвели до мінування союзниками Ересуннської протоки, тим самим закривши її для кораблів сюзних військ. Швеція також відправляла добровольців для боротьби у лавах Білої гвардії разом з німцями проти червоних та росіян під час громадянської війни у Фінляндії.

### Друга світова війна
Після роззброєння у 1930-ті рр. шведська армія конче потребувала покращення та модернізації. Для кращого озброєння війська державі доводилося позичати гроші у населення. Бойова готовність Швеції під час Другої світової війни згідно із постановою уряду починала діяти із 3 вересня 1939 року, після того, як німецькі війська вторглися у Польщу, і до 30 червня 1945 року. Посилена готовність до оборони, втім, припинилася 5 травня 1945 року, у день, коли капітулювали німецькі війська у Данії. Під час охорони шведського нейтралітету було збито щонайменше 20 літаків, серед яких були 11 німецьких та 8 літаків союзних військ. Точна кількість загиблих при цьому досі невідома і, ймовірно, справжня кількість збитих німецьких літаків може бути значно більшою.
Після початку Зимової війни у Фінляндії шведський уряд дозволив добровольцям взяти у ній участь. Близько 12 тисяч чоловік виявили бажання воювати, і 8500 з них у складі т. зв. Шведського добровольчого корпусу вирушили до Фінляндії та брали участь у битвах. Окрім цього Швеція значно допомагала Фінляндії поставками озброєння та боєприпасів.

## «Холодна війна»
Швеція протягом «холодної війни» зберігала політику неприєднання, так само, як і призовну армію. Повітряні сили Швеції стали одними з найзначущіших повітряних сил світу завдяки SAAB та іншим контракторам; також Швеція стала одним із набільших експортерів озброєння, передусім винищувачів, гармат та гранатометів.

У цей час було розроблено ідею «національної оборони» для протистояння можливому повномасштабному вторгненню з боку Радянського Союзу. Ця ідея включала у себе зокрема бомбосховища у всіх нових будівлях, мости із підготовленими місцями для вибухівки та заздалегідь сплановане військове розміщення для майже кожного громадянина. У цей час за «системою національної оборони» лише в армію могли бути мобілізовані до мільйона осіб; так само сюди долучалося 100-тисячне військо Національної гвардії, яке могло бути мобілізоване протягом декількох годин для того, щоб захистити загальну мобілізацію, яка може тривати два тижні, допоки не набереться достатня кількість осіб.

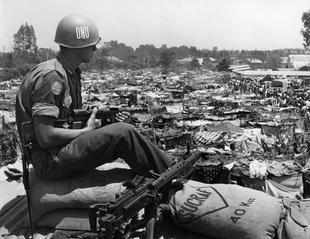
Шведський солдат ONUC у Конго. Верховним головноомандувачем операції був призначений майор шведської армії Карл фон Горн.

### Конголезька криза
Під час Конголезької кризи (1960—1965) було створено ланку винищувачів ООН, частиною якого була шведська 22-га ескадрилья винищувачів «Конго». У боротьбі з повстанською армією Катанги шведи використовували літаки Saab 29 Tunnan.

## Після «холодної війни»

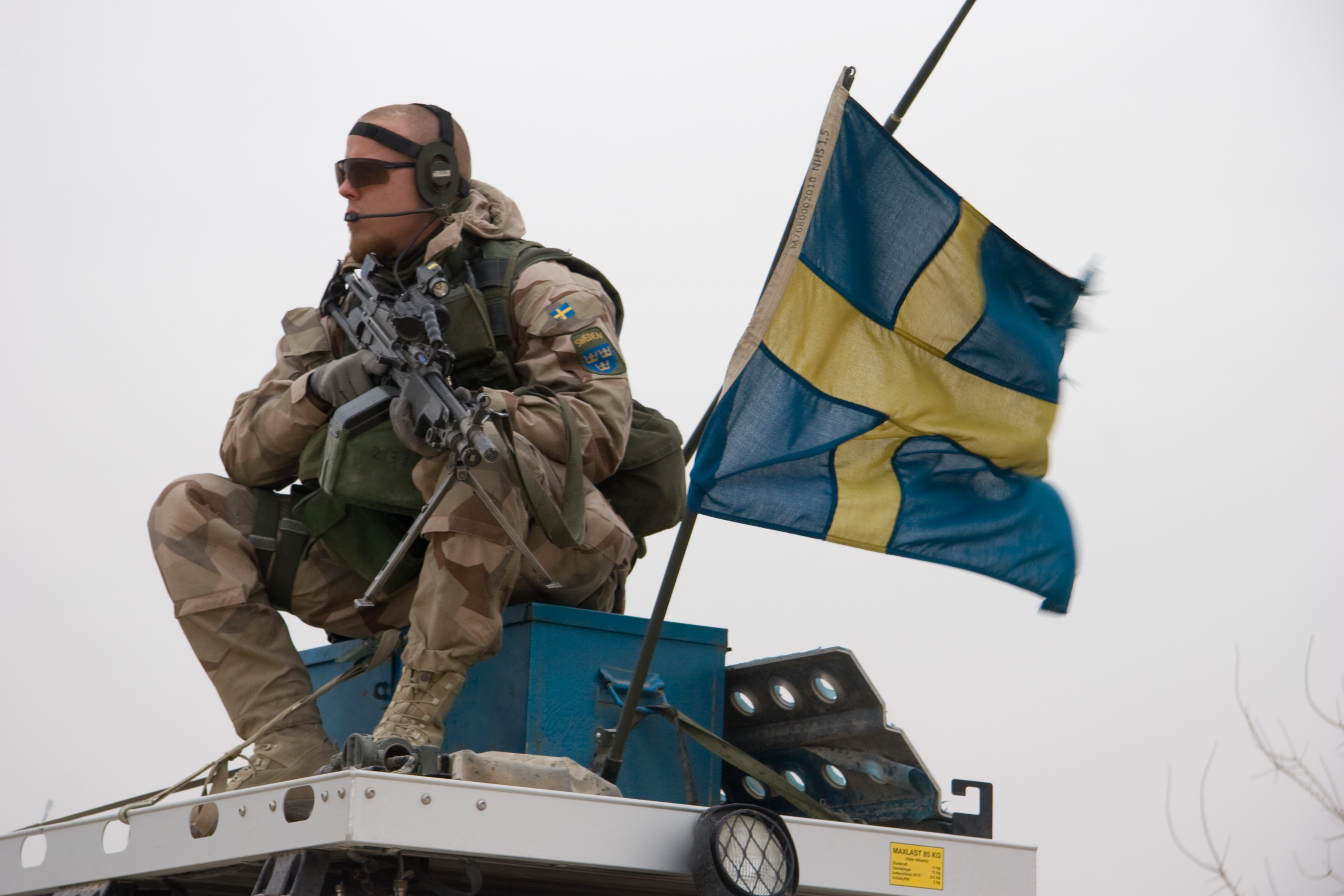
Шведський солдат в Афганістані, 2008 рік. Шведська армія брала участь у Міжнародних силах сприяння безпеці — місії НАТО зі сприяння безпеці, що почалася після вторгнення США в Афганістан у 2001 році.

У 1990-х рр. бюджет збройних сил був скорочений, тому низка полків були ліквідовані. Декілька полкових міст протестували проти скорочення, і уряд намагався запобігти зросту безробіття переносячи до цих місць державні установи. Кількість призовників також знижується, тому після обов'язкової служби їх заохочують до додаткової. Підрозділи, сформовані із солдат, які обрали продовження служби, можуть бути використані як підрозділи швидкого реагування у міжнародних місіях, і їх також набирають до Скандинавської бойової групи.
Після закінчення «холодної війни» та незважаючи на подальший нейтралітет країни, Швеція попри все відіграє важливу роль у міжнарожних операціях, зокрема таких, як операції НАТО в Косові (KFOR) та Афганістані (ISAF).
Швеція зареєструвала близько 15 підрозділів у переліках підрозділів швидкого реагування ЄС, ООН та НАТО. Також вона активно бере участь у міжнародних навчаннях.
Також Швеція — одна із координуючих країн Скандинавської бойової групи (англ. Nordic Battlegroup), однієї з бойових груп ЄС, яка була активною протягом першої половини 2008 року та у 2011 році. Швеція втретє командувала цією бойовою групою у 2015 році, коли та була включена в резерв з 1 січня по 30 червня 2015 року.
У 2010 році у Швеції було скасовано призов на військову службу, але у 2017 році його поновили. Разом з тим призов став гендерно нейтральним, тобто на службу могли призиватися як жінки, так і чоловіки.